# Ophiothamnus chariis
Ophiothamnus chariis är en ormstjärneart som beskrevs av Hubert Lyman Clark 1915. Ophiothamnus chariis ingår i släktet Ophiothamnus och familjen knotterormstjärnor. Inga underarter finns listade i Catalogue of Life.